# Gorízia (Eslovénia)

Goriška, em vermelho, no mapa da Eslovênia.

A região da Gorízia (em esloveno:  Goriška regija; em italiano:  Goriziano) é uma das doze regiões estatísticas em que se subdivide a Eslovénia. Em finais de 2005, contava com uma população de 119 628 habitantes.
É composta pelos seguintes municípios:
- Ajdovščina
- Bovec
- Brda
- Cerkno
- Idrija
- Canal no Soči (Kanal ob Soči)
- Kobarid
- Miren-Kostanjevica
- Nova Gorica
- Renče-Vogrsko
- Šempeter-Vrtojba
- Tolmin
- Vipava